# Pili (entreprise)
Pour les articles homonymes, voir Pili.
 (octobre 2024).
La mise en forme du texte ne suit pas les recommandations de Wikipédia : il faut le « wikifier ».
Les points d'amélioration suivants sont les cas les plus fréquents :
- Les titres sont pré-formatés par le logiciel. Ils ne sont ni en capitales, ni en gras.
- Le texte ne doit pas être écrit en capitales (les noms de famille non plus), ni en gras, ni en italique, ni en « petit »…
- Le gras n'est utilisé que pour surligner le titre de l'article dans l'introduction, une seule fois.
- L'italique est rarement utilisé : mots en langue étrangère, titres d'œuvres, noms de bateaux, etc.
- Les citations ne sont pas en italique mais en corps de texte normal. Elles sont entourées par des guillemets français : « et ».
- Les listes à puces sont à éviter, des paragraphes rédigés étant largement préférés. Les tableaux sont à réserver à la présentation de données structurées (résultats, etc.).
- Les appels de note de bas de page (petits chiffres en exposant, introduits par l'outil «  Source ») sont à placer entre la fin de phrase et le point final[comme ça].
- Les liens internes (vers d'autres articles de Wikipédia) sont à choisir avec parcimonie. Créez des liens vers des articles approfondissant le sujet. Les termes génériques sans rapport avec le sujet sont à éviter, ainsi que les répétitions de liens vers un même terme.
- Les liens externes sont à placer uniquement dans une section « Liens externes », à la fin de l'article. Ces liens sont à choisir avec parcimonie suivant les règles définies. Si un lien sert de source à l'article, son insertion dans le texte est à faire par les notes de bas de page.
- La présentation des références doit suivre les conventions bibliographiques. Il est recommandé d'utiliser les modèles {{Ouvrage}}, {{Chapitre}}, {{Article}}, {{Lien web}} et/ou {{Bibliographie}}. Le mode d'édition visuel peut mettre en forme automatiquement les références.
- Insérer une infobox (cadre d'informations à droite) n'est pas obligatoire pour parachever la mise en page.

Pour une aide détaillée, merci de consulter Aide:Wikification.
Si vous pensez que ces points ont été résolus, vous pouvez retirer ce bandeau et améliorer la mise en forme d'un autre article.
Pili est une entreprise française spécialisée dans le développement et la fabrication de couleurs décarbonées. Cette société, créée en 2015 par Jérémie Blache, Guillaume Boissonnat, Marie-Sarah Adenis et Thomas Landrain, a pour but de développer des colorants et pigments biosourcés à l’échelle industrielle grâce à un procédé combinant fermentation et chimie organique. L’objectif de Pili est de proposer une alternative durable aux couleurs issue de ressources fossiles abondantes et polluantes et aux alternatives végétales rares et coûteuses.

## Historique
En 2012, la designer Marie-Sarah Adenis et le biologiste, Thomas Landrain réalisent l'impact polluant des encres et décident de créer le prototype d'un stylo semi-vivant et autonome dans sa production d'encre. C'est à La Paillasse (Paris), un réseau de laboratoires interdisciplinaires, qu'ils tentent de réaliser ce projet qui est à l'origine de l'entreprise Pili.
La start-up Pili voit le jour en 2015 créée par Jérémie Blache, Guillaume Boissonnat, Marie-Sarah Adenis et Thomas Landrain spécialistes en finance, chimie, design et biologie. Pili s’installe alors au sein de l'accélérateur Toulouse White Biotech pour son travail de recherche en biologie.
En 2016, Pili intègre les laboratoires de R&D en chimie du CNAM afin de développer une chimie des colorants d'origine biosourcée.
En 2022, l’aventure industrielle se concrétise avec la construction du pilote et du kilo-lab de l’entreprise sur la plateforme industrielle de Roussillon.
En décembre 2023, L’entreprise Pili réunit sur un même site les équipes dirigeantes et les équipes de R&D en Chimie au Kremlin-Bicêtre.

## Procédé
Pili combine la biologie et la chimie pour développer des procédés hybrides innovants qui tirent parti des avantages de la fermentation industrielle et de la synthèse chimique. L’entreprise utilise de la biomasse, une matière première non alimentaire, renouvelable et traçable, issue de co-produits agricoles tels que les mélasses et les sucres à base d'amidon. Cette fraction de la plante, séparée de la partie comestible, est valorisée pour fabriquer les produits sans puiser dans les ressources alimentaires ou fossiles. La biomasse ainsi obtenue nourrit et cultive des micro-organismes préalablement sélectionnés qui produisent l'intermédiaire aromatique lors de la fermentation. Ce procédé, couramment utilisé dans les industries pharmaceutique et alimentaire, garantit une grande reproductibilité et répond à divers besoins industriels.

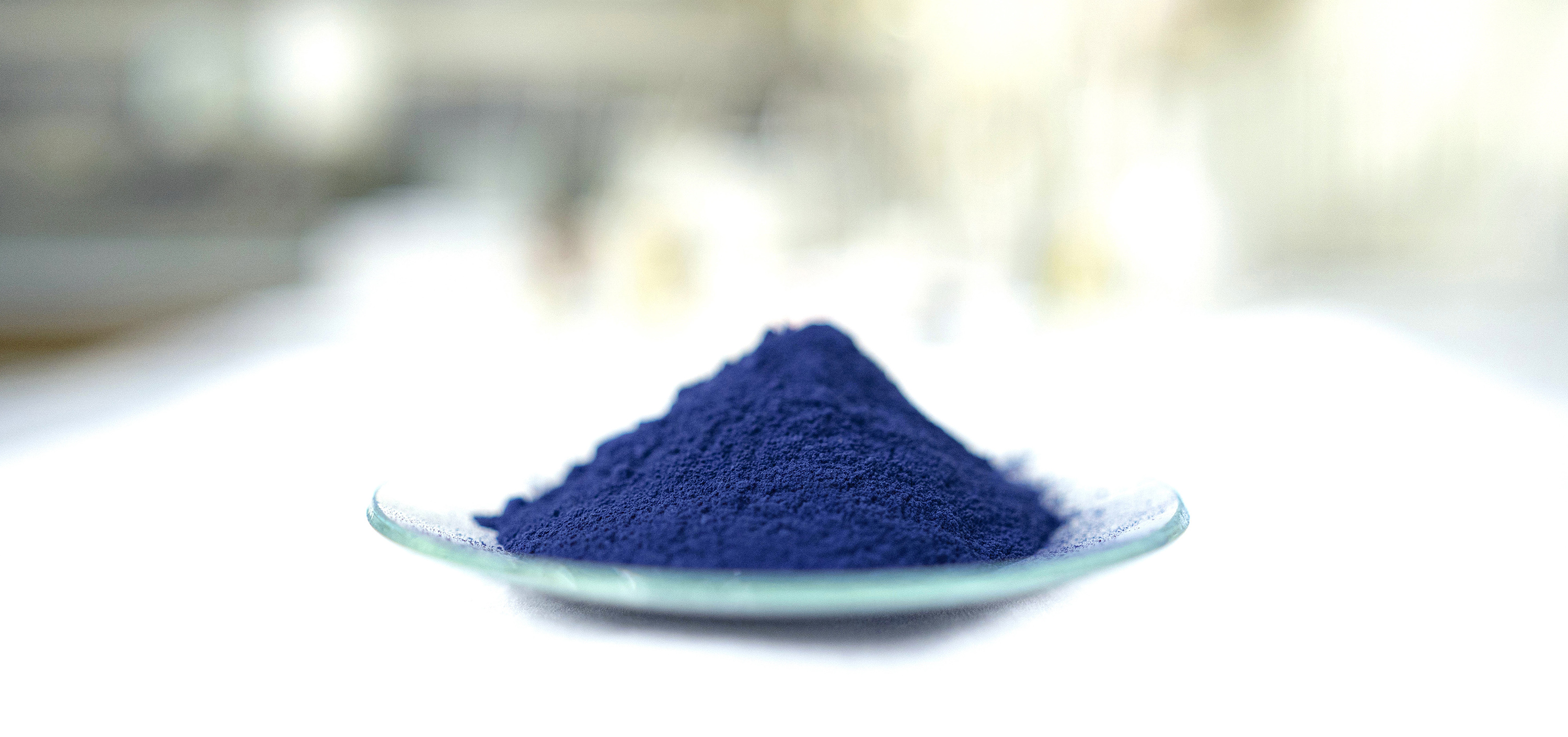
Tas de pigment indigo biosourcé produit par Pili

Une fois la fermentation terminée, Pili procède à la filtration pour séparer et récupérer l'intermédiaire aromatique du milieu de fermentation, obtenant ainsi un produit de haute pureté conforme aux standards de l'industrie chimique. Cet intermédiaire aromatique, ou molécule plateforme, sert de brique de base essentielle pour la fabrication de nombreux produits tels que les colorants, parfums, arômes, et ingrédients pharmaceutiques et cosmétiques, constituant une innovation majeure pour décarboner l'industrie chimique. À partir de cette molécule plateforme biosourcée, l'entreprise crée divers composés en appliquant les principes de la chimie verte, comme l'utilisation de basse température, l'eau comme solvant et des méthodes catalytiques pour minimiser les déchets. Les molécules résultant de ces procédés hybrides sont biosourcées, performantes, de haute pureté, traçables et décarbonées, offrant ainsi des solutions durables et écologiques à l'industrie chimique.
Pili produit désormais à l'échelle industrielle un colorant indigo biosourcé principalement destiné à l'industrie du denim. L'entreprise développe également d'autres couleurs pour diverses applications comme les encres, peintures et revêtements, plastiques, textile et cuir.

## Concours et financements publics
En 2016, Pili remporte le concours Circular Challenge organisé par CITEO. C'est un concours destiné aux startups et aux PME afin d'accélérer l'innovation au sein des filières de l'économie circulaire et du recyclage de papiers et d'emballages.
En 2022 Pili obtient l’approbation de la Commission Européenne pour le projet Waste2BioComp présenté dans le cadre du programme Horizon Europe.
En 2023 Pili intègre le consortium Colour4CRAFTS financé par Horizon Europe, (programme européen destiné à la recherche et à l'innovation) pour le développement de nouvelles techniques de teinture et de colorants d'origine biologique à l'aide de technologies de pointe.
En 2024 Pili devient Lauréat de la 11ème vague du concours d’innovation i-Nov, mené dans le cadre du programme France Relance, pour son projet « Biopigments » qui vise à développer une trichromie pigmentaire de haute performance à partir de molécules biosourcées.
En 2024 Pili a obtenu un financement de 4,3 millions d'euros de l'ADEME pour l'industrialisation de son indigo biosourcé dans le cadre de l’appel à projet « Produits biosourcés et biotechnologies industrielles ». 